# Paudex
Paudex es una comuna suiza del cantón de Vaud, situada en el distrito de Lavaux-Oron, a orillas del lago Lemán. Limita al norte con la comuna de Belmont-sur-Lausanne, al este con Lutry, al sur con Lugrin (FR-74), y al oeste con Pully. 
La comuna formó parte hasta el 31 de diciembre de 2007 del distrito de Lausana, círculo de Pully.

## Personalidades
- Jean-Pascal Delamuraz, consejero federal y presidente de la Confederación.